# Kỹ sư
Kỹ sư (hay Kĩ sư - theo tiếng lóng; Bác vật - từ cũ ở miền Nam), là danh từ chỉ học vị của người đã qua đào tạo chuyên môn về khoa học ứng dụng; bao gồm kỹ thuật về thiết kế, nghiên cứu phân tích, hệ thống cấu trúc (kiến trúc và cấu tạo xây dựng), sáng chế, công nghệ, thử nghiệm máy móc, vật liệu cùng một số chuyên ngành khác.
Mặc dù phần nhiều kỹ sư được định nghĩa như người có nhiệm vụ cải thiện các hạn chế khi triển khai dự án; song trên thực tế, một kỹ sư nắm giữ vai trò chủ yếu ở giai đoạn thiết kế và nghiên cứu nhằm đảm bảo tiêu chuẩn, quy định, phương thức an toàn, tính phù hợp và sự tinh gọn chi phí cụ thể của dự án đó nhằm tạo liên kết chặt chẽ giữa những khám phá khoa học và các ứng dụng trực tiếp với con người (bao gồm nhu cầu sinh hoạt và nâng cao chất lượng cuộc sống thường nhật).
Một số kỹ sư được biết đến qua các lĩnh vực như: kiến trúc, xây dựng, toán học, máy móc, công nghệ thông tin máy tính, phân tích thống kê, sáng tạo, tâm lý,...
Văn bằng cơ bản của một kỹ sư thường là cử nhân kỹ thuật hoặc kỹ sư đối với người hoàn thành chương trình đào tạo ít nhất 04 năm sau trung học với lĩnh vực chuyên môn tương ứng. Tại một số quốc gia, kỹ sư còn được biết đến là một chức danh nghề nghiệp do đơn vị quản lý nhà nước phân quyền hành nghề sau các kỳ sát hạch năng lực, với điều kiện người tham gia đáp ứng điều kiện thời gian công việc thực tế tối thiểu (thường từ hai hoặc ba năm). Văn bằng thạc sĩ kỹ thuật được cấp khi kỹ sư hoàn thành chương trình đào tạo sau đại học ít nhất hai năm và kết thúc bằng kết quả kiểm tra của hội đồng đào tạo tại các báo cáo chuyên đề khoa học, luận văn hay đồ án tốt nghiệp.

## Từ nguyên và Định nghĩa

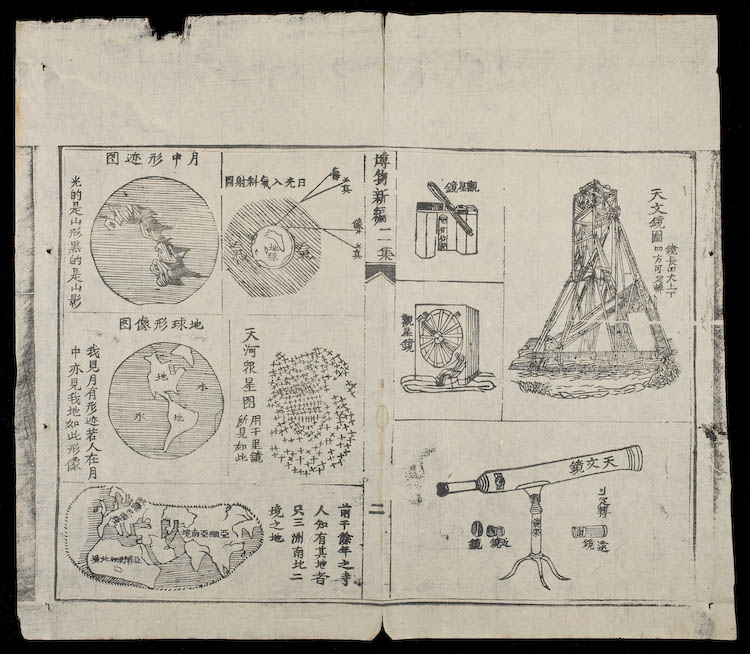
Một trang sách Bác vật tân biên (sách nói về khoa học được dịch từ tiếng Anh sang tiếng Hán, với từ bác vật ý chỉ kỹ sư) do Phạm Phú Thứ, một đại thần triều Nguyễn chủ trì khắc in vào những năm giữa cuối thế kỷ XIX.

Trong tiếng Việt, từ kỹ sư phát nguồn qua từ nguyên 技师 (bính âm: Jì shī; phiên âm: kỹ thuật viên), bao gồm 师 (bính âm: shī) là thầy giáo và 技 (bính âm: Jì) là kỹ thuật. Nhìn chung, từ nguyên 技师 ý chỉ một người có chuyên môn ở mức đủ rộng như thầy giáo về kỹ thuật. Tuy vậy, từ 工程师 (bính âm: gōngchéngshī; phiên âm: triển khai dự định viên) được phần lớn đại chúng thông dụng, còn từ 技师 được dùng để chỉ một người làm kỹ thuật ở cấp thấp hơn.
Trong tiếng Anh, từ engineer (tiếng Latin: ingeniator) phát nguồn qua sự liên kết của từ ingeniare là đề mưu hay đưa ra dự định và từ ingenium là thông minh; sau khi ghép hai từ sẽ hình thành nghĩa người đưa ra dự định thông minh.
Năm 1961, quyển sách Engineering Identities, Epistemologies and Values: Engineering Education and Practice in Context (tạm dịch: Giá trị cốt lõi và nhận thức luận về bản chất kỹ thuật: Giáo dục kỹ thuật và xử lý thực tế), Hiệp hội Kỹ sư các nước Tây Âu và Hoa Kỳ đề cập về kỹ sư chuyên nghiệp:
Một kỹ sư chuyên nghiệp là người đã hoàn thành học tập bằng chương trình đào tạo cơ bản về khoa học ứng dụng kết hợp nghiên cứu phân tích và tư duy kỹ thuật nhằm xử lý các vấn đề trước khi một dự án được triển khai tại thực tế. Hơn vậy, một kỹ sư chuyên nghiệp không chỉ là người có kiến thức mà còn cần đủ sự nhìn nhận về trách nhiệm cá nhân liên quan đến dự án, bao gồm: sự phát triển và ứng dụng khoa học trong đời sống, công tác nghiên cứu và thiết kế cấu trúc (kiến trúc và kết cấu), xây dựng, sản xuất, giám sát cũng như quản lý.
Sản phẩm mà một kỹ sư tạo ra phần lớn là trí tuệ và giá trị tinh thần. Vì vậy, hành trình tạo ra các sản phẩm đó đòi hỏi ở kỹ sư phải có lượng kiến thức lớn để thiết kế, định hướng và sáng tạo; đồng thời cũng yêu cầu về kinh nghiệm và tư duy phân tích nhằm xử lý hạn chế ở thực tế một cách kịp thời.
Một số phương pháp giáo dục riêng biệt, bằng cách đồng hóa thông tin và đưa vào chương trình nhiều tác phẩm nổi tiếng thế giới; người tham gia đào tạo có khả năng thăng tiến nhanh chóng về mặt kiến thức và thẩm mỹ. Hầu hết cách thức giáo dục này được áp dụng tại các chuyên ngành kỹ thuật về phát triển khoa học ứng dụng (khác với nghiên cứu khoa học ứng dụng).

## Vai trò và chuyên môn nghiệp vụ
Qua nhiều góc độ, từ chuyên môn nghiệp vụ đến khả năng quản lý kỹ thuật của dự án đều phản ánh rõ ràng sự cần thiết của kỹ sư.
Các kỹ sư ở những chuyên ngành khác nhau có vai trò và nhiệm vụ khác nhau. Hầu hết, điểm chung giữa các kỹ sư là nghiên cứu phân tích về sự cần thiết, tính khả thi và hiệu quả của một dự án; đồng thời thiết lập phương án kỹ thuật theo nghiệp vụ của mình.

### Thiết kế, định hình và mô phỏng ý tưởng

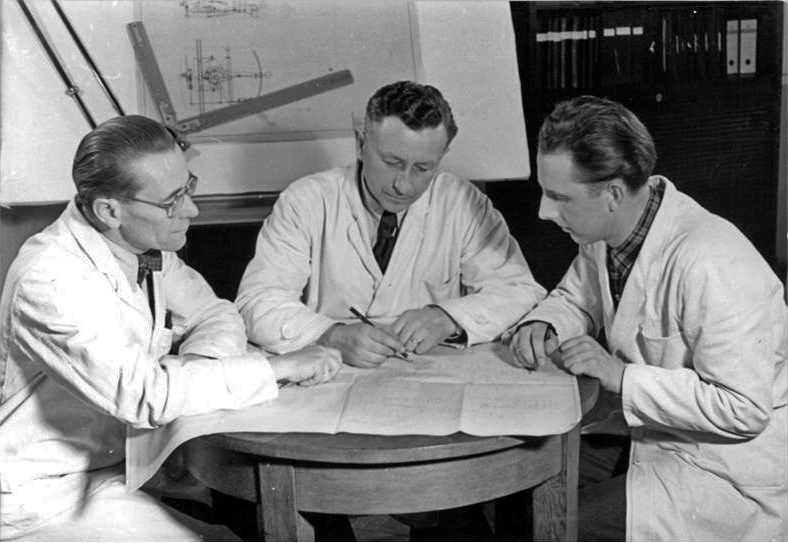
Các kỹ sư thiết kế đang định hình ý tưởng về một dự án xây dựng, tại Đức năm 1954 (ngồi giữa là kỹ sư Bundesarchiv Bild - người góp phần thiết kế trại hủy diệt Treblinka).

Nhằm tạo ra góc nhìn trực quan để nghiên cứu hay triển khai dự án, phần lớn các kỹ sư thường sử dụng những giải pháp công nghệ mô phỏng.
Các kỹ sư có thiết kế dự án thường có nhiệm vụ xác định vấn đề, thu hẹp phạm vi nghiên cứu, phân tích tiêu chí, tìm kiếm giải pháp nhằm đưa ra phương án cụ thể. Một số nghiên cứu cho thấy các kỹ sư sử dụng khoảng 56% thời gian để tham gia vào các hành vi thông tin khác nhau, bao gồm 14% để truy tìm thông tin ở các nền tảng.
Phần lớn các kỹ sư tạo ra nhiều phương án thiết kế nhằm tạo cơ sở để xác định, định hình tiêu chí và kết hợp những giải pháp có tính năng vượt trội, từ đó nâng cao tỉ lệ thành công của dự án.

### Nghiên cứu, phân tích, giám sát và đánh giá dự án
Các kỹ sư giữ vai trò phân tích kỹ thuật trong thử nghiệm, sản xuất, hoặc bảo trì; từ đó đánh giá được sự cần thiết, tính khả thi và hiệu quả của dự án chuyên môn cụ thể. Công tác này có vai trò góp phần giảm thiểu hạn chế khi triển khai ở thực tế, đồng thời tinh gọn các chi phí dư thừa.
Kỹ sư có chuyên môn về nghiên cứu phân tích có thể làm việc trong nhà máy sản xuất và những nơi khác, nhằm xác định nguyên nhân thất bại của một quá trình, từ đó có thể cải thiện và duy trì chất lượng. Bên cạnh đó, các kỹ sư còn có thể ước tính thời gian và dự toán chi phí cần thiết để hoàn thành dự án. Phân tích kỹ thuật bao gồm việc áp dụng nguyên tắc và quy trình nghiên cứu khoa học để tìm ra đặc tính và trạng thái của hệ thống thiết bị (hoặc cơ chế nghiên cứu). Phân tích kỹ thuật chủ yếu được tiến hành bằng cách tách rời các quá trình vận hành bằng công tác thiết kế cấu trúc mô phỏng, từ đó phân tích chính xác các hạn chế và rủi ro.
Kỹ sư có nghiệp vụ giám sát đánh giá sẽ chịu trách nhiệm về chất lượng sản phẩm của những hạng mục thành phần chủ chốt hoặc đôi lúc là toàn bộ dự án, từ đó kiểm soát tính hiệu quả.

### Phân loại về chuyên môn nghiệp vụ
Hầu hết các chương trình đào tạo kỹ sư được bổ sung kiến thức chuyên môn của một hoặc nhiều chuyên ngành kỹ thuật, nhằm phát triển khả năng phân tích vận hành ở nhiều lĩnh vực khác nhau. Nhiều chuyên ngành được cấp quyền hành nghề bởi các hiệp hội chuyên nghiệp hay chính quyền sở tại, mà trong đó mỗi chuyên ngành của kỹ sư có nhiều phân ngành khác nhau. Điển hình:

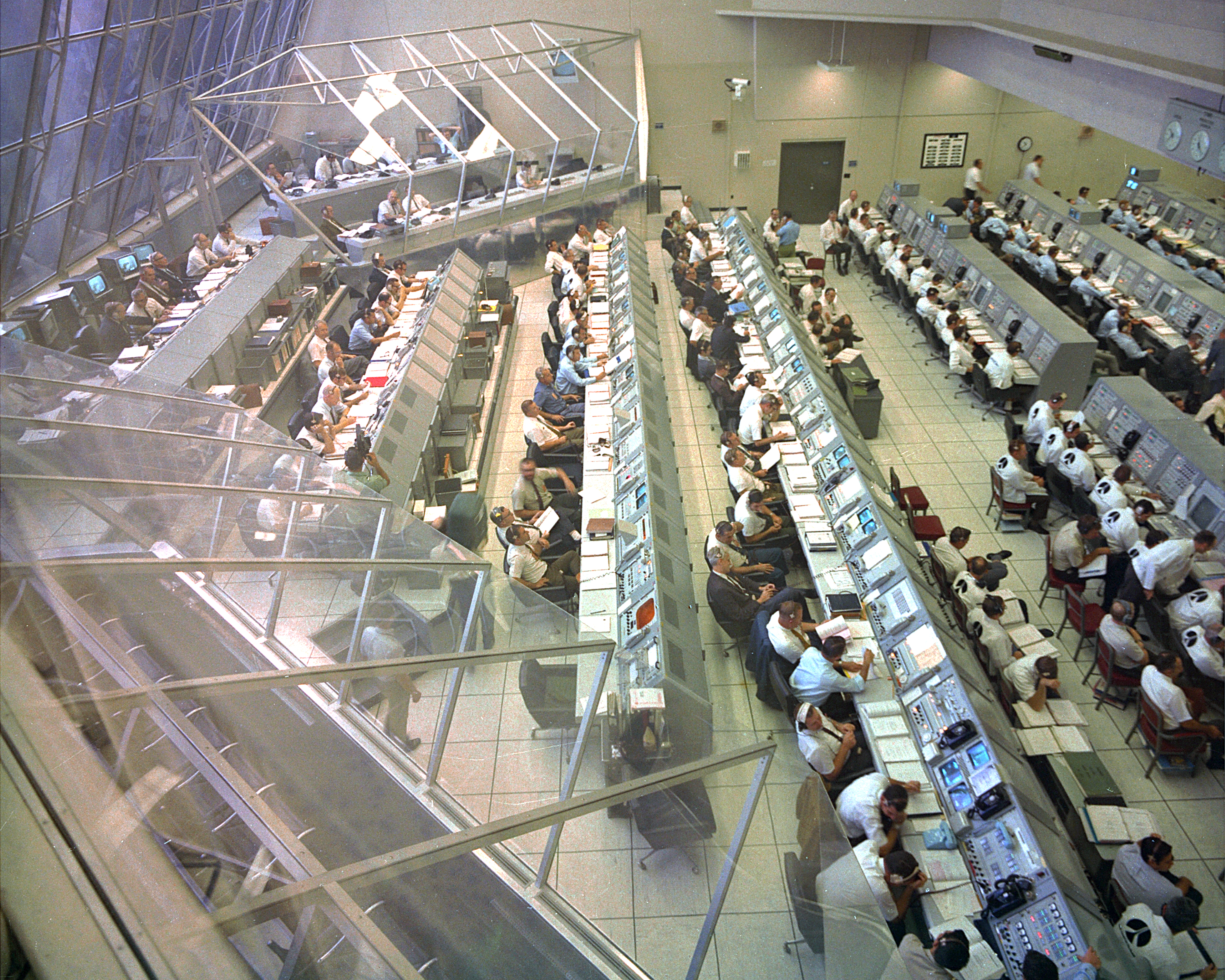
Các kỹ sư đang làm việc trong Phòng Điều hành tên lửa từ xa thuộc Trung tâm Vũ trụ Kennedy tại tiểu bang Florida, Hoa Kỳ của NASA khi thực hiện chuyến bay Apollo 12.

- Kỹ thuật phân tích và thiết kế cấu trúc bao gồm kỹ thuật liên quan đến thiết kế như kiến trúc, kết cấu, đồng thời tính toán công năng ứng dụng cùng các khả năng chống chịu áp lực của quá trình vận hành dự án.
- Kỹ thuật dân dụng bao gồm kỹ thuật về thiết lập kết cấu dân dụng, giao thông vận tải.
- Kỹ thuật nghiên cứu vật liệu bao gồm phân ngành kỹ thuật liên quan đến chế tác vật liệu như gốm, kim loại, chất liệu hỗn hợp, polymer vật liệu bán dẫn,...
- Kỹ thuật cơ khí bao gồm vật lý ứng dụng như động cơ phương tiện vận tải, máy móc công nghiệp hay các hệ thống vận hành khác.
- Kỹ thuật giám sát và quản lý bao gồm phân ngành hệ thống tiêu chuẩn, quy chuẩn chung ở nhiều lĩnh vực.
- Kỹ thuật công nghệ bao hàm các chuyên môn về công nghệ thông tin, khoa học máy tính, hệ thống điện tử,...
- Một số chuyên môn nghiệp vụ kỹ thuật thuộc lĩnh vực khác.

Những khảo sát gần đây cho thấy các kỹ sư ở lĩnh vực chuyên môn khác nhau sẽ có cách sử dụng thời gian khác nhau trong công việc. Tuy nhiên; phần lớn các kỹ sư tập trung tra cứu, nghiên cứu tính khoa học để xử lý hạn chế và áp dụng kỹ thuật vào sản phẩm (chiếm 62.92%); 40.37% kỹ sư dùng thời gian để phát triển tính liên kết giữa con người với xã hội xung quanh.
Đối với các kỹ sư có nhiệm vụ tìm hiểu hành vi con người thuộc lĩnh vực cần nhiều thông tin; có 49.66% làm việc trên máy tính (với 6.4% thời gian nghiên cứu qua nền tảng hay cơ sở dữ liệu mạng); còn lại 14.2% làm việc thực tế (với 7.8% thời gian nghiên cứu bằng số liệu khảo sát).

## Phân loại kỹ sư
Có rất nhiều ngành liên quan đến kỹ thuật, mỗi lĩnh vực đều có chuyên môn riêng về công nghệ và sản phẩm cụ thể. Thông thường các kỹ sư hoàn thành đào tạo sẽ tác nghiệp ở cơ sở liên quan nhằm học hỏi kinh nghiệm và kiến thức chuyên sâu thực tế. Tuy nhiên, một số sản phẩm hay dự án phức tạp cần nhiều kỹ sư ở các lĩnh vực khác nhau, điều đó hình thành các ngành đội hỗn hợp để phát triển công việc; ví dụ khi xây dựng Robot, một đội ngũ kỹ thuật thông thường sẽ có ít nhất ba loại kỹ sư (bao gồm kỹ sư về thiết kế cấu tạo máy móc và động cơ truyền lực, kỹ sư lập trình hệ thống về điện, điện tử và mạch điều khiển; kỹ sư về phát triển phần mềm; đôi khi có thêm kỹ sư tinh gọn chi phí sản xuất).
Một số kỹ sư có chuyên môn sâu về quản lý sẽ tham gia vào nghiên cứu nâng cao ở lĩnh vực quản trị kinh doanh, quản lý dự án cũng như tâm lý tổ chức.
| Phân loại                                                           | Nhiệm vụ tập trung | Lĩnh vực liên quan | Sản phẩm / Dự án |
| ------------------------------------------------------------------- | --- | --- | --- |
| Kỹ thuật Hàng không Vũ trụ (hay Kỹ sư Hàng không).                  | Kỹ sư Hàng không tập trung phát triển hệ thống máy bay, tàu vũ trụ, tên lửa và các sản phẩm bay trên không có khả năng tương tác với vật thể khác. Khác với Kỹ sư Kỹ thuật phần mềm Hàng không, một Kỹ sư Hàng không có nhiệm vụ chủ yếu về nghiên cứu quỹ đạo bay, vật liệu chế tạo máy móc và nhiên liệu hình thành động năng. | Kỹ thuật về nghiên cứu quỹ đạo, Kỹ thuật về du hành không gian, Kỹ thuật về hàng không vũ trụ, Kỹ thuật về điều khiển, Kỹ thuật Cơ điện và điện tử, Cơ học chất lưu, Chuyển động học, Khoa học vật liệu, Nhiệt động lực học, Khí động lực học,... | Các khí cụ bay như: Thiết bị vũ trụ, Vệ tinh Quỹ đạo, Máy bay, Tên lửa đạn đạo, Khinh khí cầu,... Các loại Robot liên quan đến thám hiểm hàng không vũ trụ như: Robot thăm dò địa hình địa chất, Robot thông tin,... Các dự án nghiên cứu phát triển về Robot học, Địa chất học,... |
| Kỹ thuật Công nghệ Kiến trúc (hay Kỹ sư Kiến trúc).                 | Các Kỹ sư Kiến trúc tập trung nghiên cứu sự phù hợp, phân tích tính khả thi và hình thành phương án bố trí nhằm thiết kế hạng mục kiến trúc của một dự án về xây dựng hoặc cải tạo xây dựng. Khác với Kiến trúc sư thiết kế dự án qua góc nhìn thẩm mĩ, một Kỹ sư Kiến trúc thường tác nghiệp trên các nguyên tắc về công năng, phong thủy, và sự phù hợp của phần thô cùng hệ thống điện, nước, viễn thông. | Kiến trúc học, Kiến trúc học hiện đại, Kỹ thuật công nghệ về Kiến trúc, Phong thủy học, Khí động học, Lịch sử Kiến trúc, Kỹ thuật về Cơ điện tử, Điện tử học, Kỹ thuật nghiên cứu Từ trường, Toán học, Chuyển động học, Tĩnh học, Cơ học chất lưu, Kỹ thuật nghiên cứu Cấu trúc xây dựng, Vật lý học, Hóa học, Kỹ thuật Khảo sát địa lý, Địa chất học,... | Phương án và bản thiết kế chi tiết cấu trúc (bao gồm kiến trúc, kết cấu và hệ thống bố trí âm tường) của các dự án dân dụng, bao gồm: nhà ở dân cư, nhà ở chung cư, bệnh viện, đường xá nội thị, trường học thuộc sở hữu hay chịu quản lý công lập hoặc tư nhân trong nước,... và các bản thiết kế về giao thông và thủy lợi, bao gồm: đường xá ngoại thị, cầu vượt, đường tránh, đê điều, kênh kè sông biển,...                                    |
| Kỹ thuật Công nghệ Xây dựng (hay Kỹ sư Xây dựng, Kỹ sư Kết cấu).    | Lập phương án cấu tạo, thiết kế kết cấu và xử lý hạn chế thực tế của một dự án về xây dựng hay cải tạo xây dựng. Đôi lúc, các Kỹ sư Xây dựng có nhiệm vụ thiết lập phương án cấu tạo phần thô dự án bằng chuyên môn tính toán khả năng chịu lực bị nhầm lẫn với Kỹ sư Công trình giữ vai trò chủ yếu ở thực tế, đồng thời thực hiện lưu trữ thông tin các thay đổi chi tiết làm số liệu để thiết kế hoàn công dự án. Sự phối hợp chặt chẽ của Kỹ sư Xây dựng và Kỹ sư Kiến trúc là cơ sở để nâng cao tính hoàn thiện công năng của một dự án. Có nhiều loại Kỹ sư Kỹ thuật Xây dựng tương ứng với chuyên môn khác nhau, bao gồm: Kỹ sư Dân dụng, Kỹ sư Thủy Lợi, Kỹ sư Giao thông, Kỹ sư Xây dựng Công nghiệp, Kỹ sư Xây dựng Dự án Khoa học Công nghệ,... | Toán học, Vật lý học, Hóa học, Địa chất học, Kỹ thuật Khảo sát địa lý, Kỹ thuật nghiên cứu Cấu trúc xây dựng, Quản trị học, Tin học ứng dụng, Kinh tế học, Kỹ thuật Quản lý dự án, Kỹ thuật Quản lý danh mục, Kỹ thuật Dự toán chi phí xây dựng, Vật liệu học, Chuyển động học, Nhiệt động lực học, Khí động lực học, Cơ học và Điện tử học, Môi trường học, Kỹ thuật Phân tích Dung dịch Hóa học, Kỹ thuật về Xây dựng Công nghiệp, Kỹ thuật về tính toán sự thay đổi địa mạo vùng, Kỹ thuật phân tích rủi ro, Ngôn ngữ học, Khoa học về thu thập và phân tích thống kê,... | Các dự án dân dụng, bao gồm: nhà ở dân cư, nhà ở chung cư, bệnh viện, đường xá nội thị, trường học thuộc sở hữu hay chịu quản lý công lập hoặc tư nhân trong nước,... Các dự án về giao thông và thủy lợi, bao gồm: đường xá ngoại thị, cầu vượt, đường tránh, đê điều, kênh kè sông biển,... Các dự án thiết kế xây dựng hay nghiên cứu về công nghiệp, môi trường, khoa học công nghệ,...                                                         |
| Kỹ thuật Xây dựng Công trình (hay Kỹ sư Công trình, Kỹ sư Thi công) | Kỹ sư Công trình thiết lập phương án đề xuất cấu tạo phần thô và tập trung thi công xây dựng, đồng thời lập báo cáo công trình (bao gồm sự thay đổi địa mạo triển khai thi công, mỹ quan chung của công trình, tác động của môi trường đến cấu trúc dự án và ngược lại,...) để giúp Kỹ sư Xây dựng kịp thời khắc phục các hạn chế phát sinh tại thực tế, nhằm đảm báo chất lượng, tiến độ và tính chính xác của thiết kế hoàn công dự án. Kỹ sư Xây dựng và Kỹ sư Công trình phối hợp càng chặt chẽ thì dự án càng hoàn thiện về tính chịu lực. | Toán học, Vật lý học, Hóa học, Địa chất học, Kỹ thuật Khảo sát địa lý, Cơ học đất, Kỹ thuật nghiên cứu Cấu trúc xây dựng, Quản trị học, Tin học ứng dụng, Kinh tế học, Kỹ thuật Quản lý dự án, Kỹ thuật Quản lý danh mục, Kỹ thuật Đánh giá tác động môi trường dự án, Kỹ thuật Dự toán chi phí xây dựng, Vật liệu học, Chuyển động học, Tĩnh học, Nhiệt động lực học, Khí động lực học, Cơ học và Điện tử học,... | Các công trình dân dụng, bao gồm: nhà ở dân cư, nhà ở chung cư, bệnh viện, đường xá nội thị, trường học thuộc sở hữu hay chịu quản lý công lập hoặc tư nhân trong nước,... Các công trình về giao thông và thủy lợi, bao gồm: đường xá ngoại thị, cầu vượt, đường tránh, đê điều, kênh kè sông biển,... Các công trình xây dựng hay dự án nghiên cứu về vệ sinh môi trường, khoa học công nghệ, hệ thống xử lý nước,...                             |
| Kỹ sư Kỹ thuật Y sinh (hay Kỹ sư Y sinh, Kỹ sư Công nghệ sinh học)  | Khác với các Kỹ sư hóa học có vai trò nghiên cứu chuyên sâu về hóa chất để ứng dụng cuộc sống, Kỹ sư Y sinh thường giữ nhiệm vụ tập trung rút ngắn khoảng cách giữa kỹ thuật và y học để thúc đẩy các phương pháp điều trị chăm sóc sức khỏe. Cụ thể: - Nghiên cứu tương quan giữa Y học ứng dụng và Kỹ thuật Công nghệ trong điều trị. - Phân tích nuôi cấy tế bào sinh học nhân tạo. - Thống kê kết quả hạn chế của các dự án nhằm tìm ra phương án cải thiện. | Sinh học, Vi sinh vật học, Vật lý học, Hóa học, Y học, Khoa học máy tính, Khoa học ứng dụng, Dược học, Vật liệu học, Vật lý trị liệu học, Số liệu học, Di truyền học, Tế bào học, Công nghệ sinh học, Công nghệ y sinh học, Công nghệ nano, Công nghệ nano DNA, Động lực học, Ngôn ngữ học, Khoa học về thu thập và phân tích thống kê, Kỹ thuật về điều chế vector không gian... | Các sản phẩm y tế, bao gồm sản phẩm đặc chế như: thiết bị y tế chuyên dụng, thuốc men hỗ trợ điều trị,... và sản phẩm thông thường như: thiết bị y tế dân dụng, thuốc điều trị hàng ngày hay dài hạn, chân giả, răng giả,... Các máy móc thăm dò cơ thể người như máy đo điện tiêm, siêu âm, phóng tia X,... Sản phẩm về nghiên cứu như: cơ chế đa dạng an toàn y tế, kỹ thuật di truyền, kỹ thuật tái tạo mô tế bào, kỹ thuật cấy ghép nội quan... |
| Kỹ thuật Hóa học (hay Kỹ sư Hóa học, Kỹ sư Hóa sinh)                | Mặc dù phần lớn khối lượng giáo dục tại các chương trình đào tạo Kỹ sư Y sinh và Kỹ sư Hóa học có điểm tương đồng; tuy nhiên các Kỹ sư Hóa học tập trung sản xuất hóa chất và phát triển các quy trình về sản xuất hóa chất bằng nghiên cứu phân tích thống kê hàng loạt; trong khi năng lực của các Kỹ sư Y sinh chủ yếu là phát triển phương pháp điều trị bằng kỹ thuật y khoa. | Hóa học, Sinh học, Vật lý học, Toán học, Nhiệt động lực học, Y học, Dược học, Vật liệu học, Vật lý trị liệu học, Số liệu học, Di truyền học, Tế bào học, Công nghệ sinh học, Vi sinh vật học, Công nghệ y sinh học, Kỹ thuật về quy trình điều chế, Công nghệ nano, Công nghệ nano DNA, Động lực học, Ngôn ngữ học, Khoa học về thu thập và phân tích thống kê,... | Các loại hóa chất như: hóa thực vật tổng hợp, dung môi điều chế hay trung hòa hóa chất, xăng dầu, dầu mỏ thô hay tinh chế, thuốc điều trị bệnh (không bao gồm thuốc lá), thuốc diệt cỏ, chất diệt khuẩn... Các loại thực phẩm dân dụng như: Nước mắm nhân tạo, tương ớt, dầu ăn, nước giải khát đóng chai (hoặc các thể loại đóng gói khác),... Các dự án về hóa học nâng cao như: Kỹ thuật di truyền, Kỹ thuật nhân tạo mô tế bào,...              |
| Kỹ thuật máy tính                                                   | Focuses on the design and development of Computer Hardware & Software Systems | Computer Science, Toán học, Electrical Engineering | Microprocessors, Microcontrollers, Operating Systems, Embedded Systems |
| Kỹ thuật điện                                                       | Focuses on application of Electricity, Electronics, and Electromagnetism | Toán học, Probability and statistics, Engineering Ethics, Engineering economics, Khoa học vật liệu, Vật lý học, Network analysis, Electromagnetism, Linear system, Electronics, Electric power, Logic, Computer Science, Data transmission, Systems engineering, Kỹ thuật điều khiển, Signal processing | Electricity generation and Equipment, Robot học, Control system, Computer, Home appliances, Consumer electronics, Avionics, Hybrid vehicle, Thiết bị vũ trụ, Unmanned aerial vehicle, Optoelectronics, Embedded systems |
| Kỹ thuật công nghiệp                                                | Focuses on the design, optimization, and operation of production, logistics, and service systems and processes. | Operations Research, Engineering Statistics, Applied Probability and Stochastic Processes, Methods Engineering, Production Engineering, Manufacturing Engineering, Systems Engineering, Logistics Engineering, Ergonomics | Quality Control Systems, Manufacturing Systems, Warehousing Systems, Supply Chains, Logistics Networks, Queueing Systems, Business Process Management |
| Cơ điện tử                                                          | Focuses on the technology and controlling all the industrial field | Process Control, Automation | Robot học, Controllers, CNC |
| Kỹ sư cơ khí                                                        | Focuses on the development and operation of Energy Systems, Transport Systems, Manufacturing Systems, Machines and Control Systems. | Dynamics, Chuyển động học, Tĩnh học, Cơ học chất lưu, Khoa học vật liệu, Metallurgy, Strength of Materials, Nhiệt động lực học, Heat Transfer, Mechanics, Mechatronics, Manufacturing Engineering, Kỹ thuật điều khiển | Cars, Airplanes, Machines, Power Generation, Thiết bị vũ trụ, Tòa nhà, Consumer Goods, Manufacturing, HVAC |
| Kỹ thuật luyện kim/Kỹ thuật vật liệu                                | Tập trung vào việc chiết xuất kim loại từ quặng của chúng và phát triển vật liệu mới | Material Science, Nhiệt động lực học, Extraction of Metals, Physical Metallurgy, Mechanical Metallurgy, Nuclear Materials, Steel Technology | Sắt, Thép, Polyme, Gốm, và các loại kim loại khác |
| Kỹ thuật phần mềm                                                   | Tập trung vào thiết kế và phát triển các hệ thống phần mềm | Khoa học máy tính, Lý thuyết thông tin, Kỹ thuật hệ thống, Ngôn ngữ chính thức | Ứng dụng, website, hệ điều hành, hệ thống nhúng |

## Đạo đức

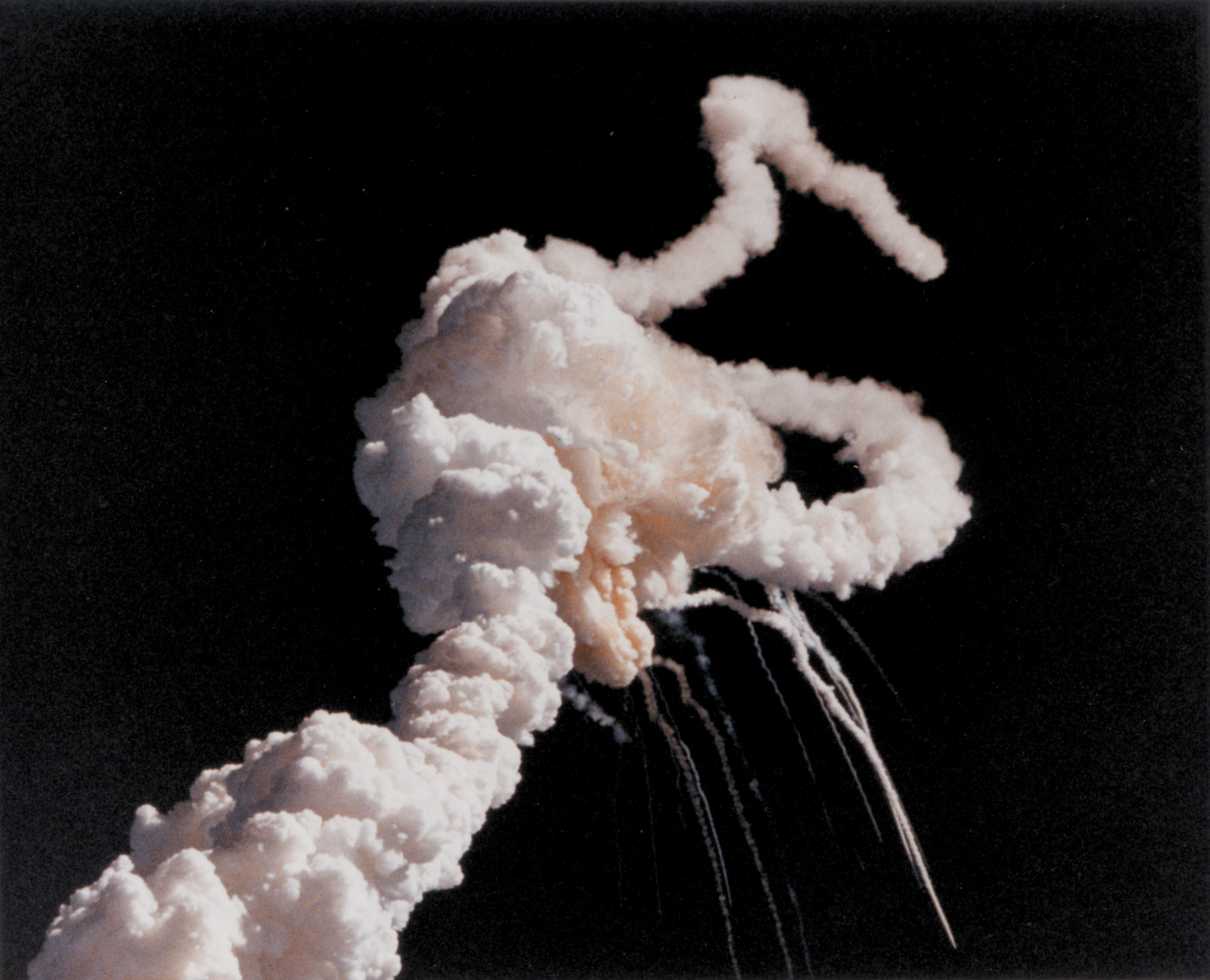
Challenger thảm họa được tổ chức như một dự án nghiên cứu của kỹ thuật đạo đức.

Kỹ sư có nghĩa vụ đối với công chúng, khách hàng, nhà tuyển dụng và nghề nghiệp của họ. Nhiều kỹ thuật xã hội đã thiết lập mã của hành và mã số của đạo đức để hướng dẫn viên và thông báo cho công. Mỗi kỷ luật kỹ thuật và xã hội chuyên nghiệp duy trì một quy tắc đạo đức, mà các thành viên cam kết duy trì. Tùy thuộc về chuyên môn của họ, kỹ sư cũng có thể được quản lý bởi cụ thể lệ kiểm soát dịch vụ, trách nhiệm sản phẩm luật, và thường là những nguyên tắc đạo đức kinh doanh.
Một số học sinh tốt nghiệp các chương trình kỹ thuật ở Bắc Mỹ có thể được công nhận bởi những Iron Ring hay kỹ Engineer's Ringmột vòng bằng sắt thép không gỉ đó là mòn trên các ngón tay của bàn tay thống trị. Truyền thống này bắt đầu vào năm 1925 ở Canada, với The Ritual of the Calling of an Engineer, nơi chiếc nhẫn phục vụ như là một biểu tượng và nhắc nhở của các kỹ sư của các nghĩa vụ để nghề kỹ thuật. Vào năm 1972, đã thông qua một số trường đại học ở Hoa Kỳ, kể cả các thành viên của các Order of the Engineer.

## Giáo dục
Hầu hết các chương trình kỹ thuật liên quan đến một tập trung nghiên cứu trong một chuyên ngành kỹ thuật, cùng với các khóa học trong cả toán học và vật lý và khoa học đời sống. Nhiều chương trình cũng bao gồm các khóa học về kỹ thuật tổng quát và kế toán áp dụng. Khóa học thiết kế, thường kèm theo máy tính hoặc phòng thí nghiệm hoặc cả hai, là một phần của chương trình giảng dạy của hầu hết các chương trình. Thông thường, các khóa học tổng quát không liên quan trực tiếp đến kỹ thuật, chẳng hạn như các khóa học về khoa học xã hội hoặc nhân văn.
Công nhận là quá trình mà các chương trình kỹ thuật là đánh giá bởi một bên ngoài, cơ thể để xác định nếu có tiêu chuẩn được đáp ứng. Các Washington Accord như là một thỏa thuận công nhận quốc tế cho các bằng cấp kỹ thuật học thuật, công nhận sự tương đương đáng kể trong các tiêu chuẩn được thiết lập bởi nhiều cơ quan kỹ thuật quốc gia lớn. Tại Hoa Kỳ, các chương trình sau đại học về kỹ thuật được công nhận bởi các công Nhận Ban cho Kỹ thuật và công Nghệ.

## Quy định
Ở nhiều quốc gia, kỹ thuật nhiệm vụ, chẳng hạn là các thiết kế của cầu điện, nhà máy điện, thiết bị công nghiệp, thiết kế máy và hóa chất, nhà máy phải được phê chuẩn bởi một kỹ sư chuyên nghiệp. Thường mang tên Chuyên nghiệp, kỹ Sư là một giấy phép hành nghề và được chỉ với việc sử dụng các bài-danh nghĩa chữ; PE hoặc P. Eng. Này rất phổ biến ở Bắc Mỹ, như là phụ nữ châu Âu, kỹ Sư (EURO ING) ở châu Âu. Các thực hành các kỹ thuật trong các ANH là không phải là một quy định nghề nhưng sự kiểm soát của các tiêu đề của kỹ Sư cao cấp (CEng) và kết Hợp kỹ Sư (IEng) là quy định. Những tiêu đề này được bảo vệ bởi luật pháp và có thể nghiêm ngặt yêu cầu xác định bởi các Kỹ thuật Hội đồng ANH. Các tiêu đề CEng được sử dụng trong nhiều về các khối thịnh Vượng chung.
Nhiều kỹ năng/bán chuyên ngành và kỹ thuật viên kỹ thuật ở Anhgọi mình là kỹ sư. Một phát triển, chuyển động trong các ANH là một cách hợp pháp để bảo vệ các tiêu đề 'kỹ Sư' vì vậy, mà chỉ chuyên nghiệp, kỹ sư, có thể sử dụng nó một kiến nghị đã bắt đầu một nguyên nhân này.
Tại Hoa Kỳ, giấy phép, nói chung là có thể đạt được thông qua sự kết hợp của giáo dục, trước khi thi (Cơ bản Kỹ thuật thi), kiểm tra (Kỹ thuật Chuyên nghiệp Thi), và kinh nghiệm kỹ thuật (thường ở khu vực 5 năm). Mỗi kiểm tra nhà nước và cấp giấy phép Chuyên nghiệp, kỹ Sư. Hiện tại, hầu hết các bang đều không cấp phép theo kỷ luật kỹ thuật cụ thể, mà là cung cấp giấy phép tổng quát và tin cậy các kỹ sư sử dụng sự đánh giá chuyên nghiệp về năng lực cá nhân của họ; đây là cách tiếp cận ưa thích của các xã hội chuyên nghiệp. Mặc dù vậy, tuy nhiên, ít nhất một trong các kỳ thi theo yêu cầu của hầu hết các bang thực sự tập trung vào một kỷ luật cụ thể; các ứng cử viên về giấy phép thường lựa chọn loại kiểm tra gần nhất với chuyên môn của mình.
Ở Canada, kỹ thuật là một nghề tự quy định. Nghề ở mỗi tỉnh do hiệp hội kỹ thuật của mình quản lý. Chẳng hạn như ở Tỉnh bang British Columbia, một bằng tốt nghiệp kỹ sư có bốn năm kinh nghiệm sau đại học về lĩnh vực kỹ thuật và vượt qua kỳ thi về đạo đức và luật pháp sẽ phải được đăng ký bởi các Hiệp hội cho Chuyên nghiệp, kỹ Sư, và địa học (APEGBC) để trở thành một Chuyên nghiệp, kỹ Sư và được cấp các chuyên nghiệp chỉ định của P. Eng cho phép một kỹ thuật để thực hành.
Ở châu Âu, nước Mỹ Latin, Thổ nhĩ kỳ, và những nơi khác các tiêu đề là giới hạn của luật pháp để người với một bằng kỹ sư và sử dụng tên của những người khác là bất hợp pháp. Ở Ý, các tiêu đề là giới hạn cho những người đều tổ chức một bằng kỹ sư và đã vượt qua một trình độ chuyên môn thi (Đấng di Stato). Ở Bồ Đào Nha, chuyên nghiệp, kỹ sư danh hiệu và công nhận kỹ thuật độ là quy định và chứng nhận bởi các Ordem dos Engenheiros. Ở cộng Hòa séc, danh hiệu "sư" (Hey.) được đưa ra cho mọi người với một (masters) bằng hóa học công nghệ hoặc kinh tế cho lịch sử và truyền thống lý do. Ở hy Lạp, các học đề của "Bằng kỹ Sư" được trao giải thưởng khi hoàn thành các năm-năm học kỹ thuật nhiên và các tiêu đề của "Chứng nhận kỹ Sư" được trao giải thưởng khi hoàn thành các bốn năm học kỹ thuật, nghiên cứu tại một công Nghệ Giáo dục Viện (ĐỊA).

## Nhận thức

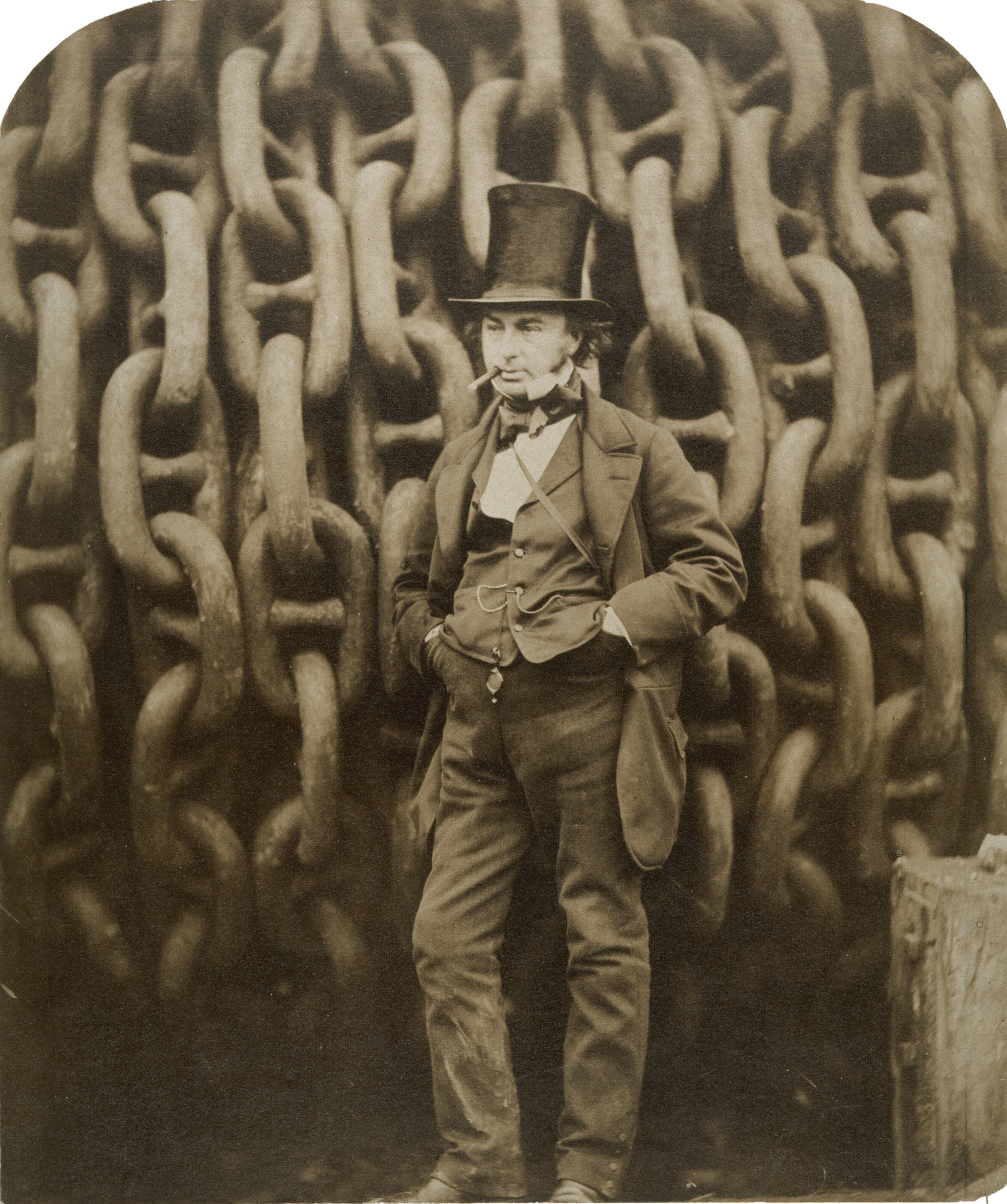
Kỹ sư Isambard Kingdom Brunel bên cạnh những dây xích sắt của tàu Great Eastern trước khi hạ thủy

### UK
Anh học trong những năm 1950 đã được đưa lên với khuấy động những câu chuyện của "Victoria kỹ Sư", giám đốc trong số đó đã Brunel, Stephenson, Telford, và đương thời của họ. Tại Anh, "kỹ thuật" họ đã được theo kiểu như một ngành công nghiệp bao gồm các nhà tuyển dụng và người lao động lỏng lẻo gọi là "kỹ sư" người bao gồm các ngành nghề bán lành nghề. Tuy nhiên, quan điểm của thế kỷ 21, đặc biệt là giữa các thành viên trình độ cao hơn của xã hội, là để bảo lưu Engineer hạn để mô tả một học viên trường đại học giáo dục của sự khéo léo thể hiện bằng các Chartered (hoặc Incorporated) trình độ chuyên môn Kỹ sư. Tuy nhiên, một tỷ lệ lớn của công chúng Anh vẫn nghĩ về "kỹ sư" như các ngành nghề có kỹ năng hoặc thợ thậm chí bán lành nghề với một nền giáo dục trung học. Và các ngành nghề có tay nghề và tay nghề của Anh quốc tự cho mình là "Kỹ sư". Điều này đã tạo ra sự nhầm lẫn trong con mắt của công chúng để hiểu những gì các kỹ sư chuyên nghiệp thực sự làm từ sửa chữa động cơ ô tô, ti vi, tủ lạnh để thiết kế và quản lý sự phát triển của máy bay, không gian nghề, nhà máy điện, cơ sở hạ tầng, và các hệ thống công nghệ phức tạp khác.

### Pháp
Ở Pháp, thuật ngữ 'ingénieur" (kỹ sư) không phải là một tiêu đề được bảo vệ và có thể được sử dụng bởi bất cứ ai, ngay cả bởi những người không có bằng cấp học tập.
Tuy nhiên, danh hiệu "kỹ sư Diplomé" (Đại học kỹ Sư) là một chính học vấn đề đó được bảo vệ bởi chính phủ và được liên quan đến "Diplôme d'Ingénieur'", đó là một trong danh giá nhất học độ ở Pháp. Bất cứ ai lợi dụng tiêu đề này ở Pháp có thể bị phạt một số tiền lớn và bị bỏ tù vì nó là dành cho sinh viên tốt nghiệp của pháp kỹ thuật Grande école cung cấp cao huấn luyện kỹ sư khoa học. Trong tổ chức như vậy, người nổi tiếng nhất (và khó khăn nhất để đạt được nhập học) được Ecole Hát Paris (Hát), Ecole des Mỏ de Paris (Mỏ Pháp), Ecole Ngoại đạo đức d ' et Métiers, Ecole bách khoa, và Ecole của tôi Pháp. Các trường kỹ thuật được tạo ra trong cuộc cách mạng Pháp có tiếng tăm đặc biệt giữa người Pháp, vì họ đã giúp chuyển đổi từ một đất nước chủ yếu là nông nghiệp vào cuối thế kỷ 18 sang một nước Pháp phát triển công nghiệp của thế kỷ 19. Một phần của thế kỷ 19, kinh tế của Pháp giàu có và công sức mạnh được tạo ra bởi các kỹ sư đã tốt nghiệp từ Ecole Hát Paris, Ecole des Mỏ de Paris, hoặc Ecole bách khoa. Đây cũng là trường hợp sau khi thế chiến thứ hai khi Pháp đã được xây dựng lại.
Trước khi "réforme René Haby" trong những năm 70, nó đã rất khó khăn để được thừa nhận như vậy, trường học, và người pháp ingénieurs thường được coi là của quốc gia ưu tú (do đó thuật ngữ "triệt les Grandes Écoles" trong ngôn ngữ của người già). Tuy nhiên, sau khi Haby cải cách, và một chuỗi của cải cách (hiện Đại hóa kế hoạch của các trường đại học pháp), một số kỹ thuật học được tạo ra có thể được truy cập với tương đối thấp hơn cạnh tranh, và danh tiếng này như là một phần của tầng lớp tiếng pháp bây giờ áp dụng đối với những từ 'đầu' kỹ thuật trường học cho các kỹ sư, École Nationale d'Administration (ENA) cho quản lý hoặc các chính trị gia và Trường Giỏi đạo đức (EN) cho các nhà nghiên cứu khoa học và công nghệ. Các kỹ sư ít nổi bật trong hiện tại nền kinh tế pháp như ngành công nghiệp cung ít hơn một phần tư của châu âu.

### Bắc Mỹ
Ở MỸ và Canada, kỹ thuật là một quy định nghề nghiệp mà thực hành và các học được cấp giấy phép và quản lý bởi luật pháp. Cấp phép chuyên nghiệp, kỹ sư ở Canada và MỸ được gọi là P. Eng (Canada) và PE (MỸ). Một năm 2002 nghiên cứu của các Ontario xã Hội của các kỹ Sư Chuyên nghiệp tiết lộ rằng kỹ sư là thứ nhất được tôn trọng các chuyên gia đằng sau bác sĩ, dược sĩ.
Trong Ontario, và tất cả các người Canada tỉnh, danh hiệu "" là kỹ Sư bảo vệ luật pháp và bây không có giấy phép cá nhân hoặc công ty sử tiêu đề là phạm vi phạm pháp lý, và có thể bị phạt. Các công ty thường không muốn sử dụng tiêu đề trừ người có giấy phép vì lý do trách nhiệm, ví dụ như nếu công ty đã đệ trình một vụ kiện và thẩm phán, điều tra viên hoặc luật sư phát hiện ra rằng công ty đang sử dụng kỹ thuật viên từ cho nhân viên không có giấy phép có thể được các đối thủ sử dụng để cản trở nỗ lực của công ty.

### Châu Á và Châu Phi
Ở Ấn Độ, Nga, Trung Đông, Việt Nam, Châu Phi và Trung quốc, kỹ thuật là một trong những nhất sau khi các khóa học đại học, mời hàng ngàn của ứng viên để cho khả năng của họ ở cạnh tranh cao kỳ thi tuyển.
Ở Ai Cập, các hệ thống giáo dục làm cho kỹ thuật nhiều thứ hai-nghề được tôn trọng trong nước (thuốc); trường đại học kỹ thuật tại trường đại học Ai Cập đòi hỏi rất cao dấu vết trên Giấy chứng nhận Chung của sở Giáo dục (tiếng Ả Rập: الثانوية العامة al-Thānawiyyah al-`Āmmah)—vào thứ tự của 97 hay 98%—và đang như vậy coi (cùng với các trường đại học y khoa học tự nhiên, và thuốc) là một trong những "đỉnh cao đẳng" (كليات القمة kullīyāt al-qimmah).
Ở Philippines và Philippines cộng đồng ở nước ngoài, kỹ sư, những người có một trong hai tiếng Philippin hay không, đặc biệt là những người cũng xưng khác việc cùng một lúc, được giải quyết, và giới thiệu như là kỹ Sư, chứ không phải là Thưa ông/Madam trong bài phát biểu hay Ông/Bà/Chị (G./Gng./B.  ở Philippines) trước khi họ. Từ đó được sử dụng hoặc trong trước khi những tên hay họ.

### Văn hoá doanh nghiệp
Ở công ty và các tổ chức khác, đôi khi cũng có một xu để đánh giá thấp những người có công nghệ tiên tiến và khoa học kỹ năng so với người nổi tiếng, thời trang học viên giải trí và các nhà quản lý. Trong cuốn sách của ông huyền Thoại Man-Tháng, Fred Brooks Jr nói rằng các nhà quản lý nghĩ rằng người cao tuổi là "quá quý giá" đối với các nhiệm vụ kỹ thuật và các công việc quản lý có uy tín cao hơn. Ông cho biết làm thế nào một số phòng thí nghiệm, như Bell Labs, bãi bỏ tất cả các chức danh để vượt qua vấn đề này: một nhân viên chuyên nghiệp là một "thành viên của đội ngũ kỹ thuật". IBM duy trì một bậc thang tiến bộ; các rungs quản lý và kỹ thuật tương ứng hoặc khoa học là tương đương. Brooks khuyến cáo rằng các cấu trúc cần được thay đổi; ông chủ phải chú ý rất nhiều đến việc giữ cho các nhà quản lý và những người kỹ thuật của mình có thể thay thế được như tài năng của họ cho phép.